# Charles Dieupart
François Dieupart noto anche come Charles Dieupart (Parigi, 10 agosto 1676 – Saint-Germain-sur-École, 26 gennaio 1751) è stato un clavicembalista, violinista e musicista francese.

## Biografia
L'identità di Dieupart fu a lungo falsificata da un articolo sulla rivista The Spectator, ripreso da John Hawkins e Charles Burney, ma i documenti d'archivio provano che il suo nome proprio era François (nel suo albero genealogico non compare alcun Charles) e che era figlio di Nicolas Dieupart, cromornista, flautista e suonatore della tromba marina della Grande Écurie a Versailles, e Marie Burel.
I dettagli della sua formazione sono sconosciuti, ma i suoi pezzi per clavicembalo testimoniano la chiara influenza della musica di Nicolas Lebègue e Jean-Henri d'Anglebert. È possibile che sia entrato in contatto con Guillaume Gabriel Nivers ed è molto probabile che abbia frequentato il circolo musicale che gravitava attorno a Giacomo II d'Inghilterra e alla sua corte in esilio a Saint-Germain-en-Laye.
La sua presenza in Inghilterra è attestata a partire dal 1703, ma è probabile che vi emigrò prima di questa data, forse su invito di Elizabeth Wilmot di Rochester, contessa di Sandwich, che visitò a lungo Parigi nel 1698 e nel 1699 e che molto probabilmente lo incontrò lì. Conoscitore della musica italiana e ammiratore di Corelli, fu un musicista apprezzato dall'alta società inglese. Avendo partecipato all'ascesa dell'opera italiana importata a Londra da Thomas Clayton, pare che vivesse di concerti e lezioni tenute ai membri più illustri della nobiltà e della piccola nobiltà. La sua ultima apparizione in Inghilterra risale al 1734 e il suo ritorno definitivo in Francia al 1735. Contrariamente a quanto suggerisce la biografia di Hawkins, François Dieupart non morì in povertà a Londra intorno al 1740, ma sposò nel 1744 Angélique Anne Lefebvre des Boulleaux (1721-1791), figlia di un avvocato, sindaco di Melun e primo presidente di tale città. Morì senza lasciare posterità, ma circondato dai suoi cari, nella sua casa di Saint-Germain-sur-École, il 26 gennaio 1751.
Nel 1701 pubblicò ad Amsterdam una straordinaria raccolta di sei suite per clavicembalo, che univa l'estetica italiana alla tradizione francese. Queste suite hanno una struttura molto omogenea, ciascuna composta da 7 pezzi, nello stesso ordine e inizio, privi di preludio, ma con un'ouverture solenne "alla francese", cioè nello stile di Lully, con due o tre movimenti, lento puntato-fugato-ripresa. Queste suite possono essere eseguite anche da un piccolo ensemble strumentale ed entrambe le versioni apparvero contemporaneamente.
Questa raccolta, ampiamente diffusa in Europa, ispirò probabilmente Nicolas Siret, il cui primo libro adotta l'ouverture come brano iniziale - una disposizione eccezionale tra i francesi - e soprattutto Johann Sebastian Bach nelle sue Suite inglesi: vi troviamo infatti temi musicali molto simili, una struttura formale comparabile (e diversa da quella adottata nelle sue Suite francesi). Il titolo stesso potrebbe derivare dal soggiorno di Dieupart in Inghilterra.

## Opere

### Composizioni per clavicembalo

#### Sei suite di clavicembalo (Amsterdam, 1700 circa)
- Prima suite (la maggiore)

Ouverture - Allemanda - Corrente - Sarabanda - Gavotta - Minuetto - Giga
- Seconda suite (re maggiore)

Ouverture - Allemanda - Corrente - Sarabanda - Gavotta - Passepied - Giga
- Terza suite (mi minore)

Ouverture - Allemanda - Corrente - Sarabanda - Gavotta - Minuetto - Giga
- Quarta suite (mi minore)

Ouverture - Allemanda - Corrente - Sarabanda - Gavotta - Minuetto - Giga
- Quinta suite (fa maggiore)

Ouverture - Allemanda - Corrente - Sarabanda - Gavotta - Minuetto - Giga
- Sesta suite (fa minore)

Ouverture - Allemanda - Corrente - Sarabanda - Gavotta - Minuetto - Giga

#### Altre composizioni per clavicembalo
- Select Lessons for Harpsichord or Spinett (Walsh, Londra)

### Concerti
- Concerto a cinque per violino, strumenti a corda e basso continuo
- Concerto a cinque per oboe, strumenti a corda e basso continuo in la maggiore
- Concerto a cinque per flauto, strumenti a corda e basso continuo in la minore
- Due concerti grossi
- Due concerti per due cori in mi minore, in si bemolle maggiore
- Concerto per tromba, due oboi e basso continuo in si minore

### Altre opere
- Sei sonate per flauto dolce e basso continuo (Londra, 1717)
- Circa trenta Arie in The Musical Miscellany (1729-1731)

## Discografia
- Six suites pour flûte à bec, Sergio Balestracci, flauto dolce, Guido Balestracci, viola da gamba bassa, Massimo Lonardi, arciliuto, Ottavio Dantone, clavicembalo - CD Stradivarius Dulcimer 1994.
- Six Suites pour clavecin, Huguette Grémy-Chauliac. CD Arion/Pierre Vérany, 1999. Diapason d'or
- Quatre Suites de clavecin, Marie Van Rhijn, clavicembalo, Héloïse Gaillard, flauto, oboe, Tami Trauman, violino barocco,  Myriam Rignol, basso di viola, Pierre Rinderknecht, tiorba, 2020